# Stiepan Bałmaszow
Stiepan Bałmaszow (ur. 1881 lub 1882, zm. 3 maja 1902 w Petersburgu) – członek Organizacji Bojowej Eserowców, który dokonał udanego zamachu na ministra spraw wewnętrznych Imperium Rosyjskiego Dmitrija Sipiagina.
Był jednym z twórców Organizacji Bojowej Eserowców. 2 kwietnia 1902 na polecenie jej przywódcy Grigorija Gerszuni dokonał zamachu na ministra spraw wewnętrznych Imperium Rosyjskiego Dmitrija Sipiagina, którego organizacja postanowiła zamordować z powodu prowadzonej przez niego polityki zwalczania ruchu rewolucyjnego oraz wystąpień studenckich i robotniczych. Bałmaszow udał się do budynku Rady Państwa ubrany w mundur oficerski i wręczył Sipiaginowi zaadresowaną do niego paczkę. Gdy ten wziął ją do ręki, zamachowiec oddał w jego kierunku pięć wystrzałów, śmiertelnie raniąc ministra. Była to pierwsza akcja terrorystyczna Organizacji Bojowej.
Bałmaszow, aresztowany, stwierdził, że terrorystyczne metody walki, chociaż okrutne i nieludzkie, uważa za konieczne w panującej sytuacji politycznej. Odmówił składania dalszych zeznań. Zamachowiec został postawiony przed sądem wojskowym i skazany na śmierć, nie złożył prośby o ułaskawienie. Egzekucja została wykonana przez powieszenie w Twierdzy Szlisselburskiej 3 maja 1902.